# Virginie Buisson
Virginie Buisson (Maubeuge, 20 augustus 1969) is een tennisspeelster uit Frankrijk.
In 1995 speelde Buisson een partij op Roland Garros tegen Noëlle van Lottum die vier uur en zeven minuten duurde, en daarmee de langste enkelspelpartij voor vrouwen op dat toernooi is. Buisson won de partij met 6-7, 7-5 en 6-2. Dit was het enige grandslamtoernooi waar Buisson uitkwam.